# Platja de Torre Valentina
La platja de Torre Valentina és una platja urbana del municipi de Calonge i Sant Antoni (Baix Empordà), situada davant de la població de Sant Antoni de Calonge, al tram més meridional de la badia de Palamós. Limita al nord-est amb la riera de Calonge, que la separa de la platja de Sant Antoni, i al sud-oest amb el turó de Torre Valentina, on hi ha la Torre Valentina, una torre de guaita del segle XVI, que dona nom a la platja. Orientada a l'est-sud-est, té una longitud de 631 metres i una amplada mitjana de 39 metres, formada per sorra mitjana i gruixuda, amb un pendent d'entrada a l'aigua molt fort.
Disposa de zona de bar, dutxes, lavabos, rentapeus, socorrisme i possibilitat de practicar esports nàutics. També és una platja adaptada per a persones amb mobilitat reduïda; disposa de rampes i passarel·les d'accés, dutxes i lavabos adaptats, servei de guia per a les persones amb deficiència visual i servei d'assistència al bany per a les persones discapacitades. Està flanquejada pel passeig marítim, amb tot tipus de comerços i locals de restauració.
A l'extrem meridional de la platja hi ha la cala del Racó de les Dones. Aquí s'inicia el camí de ronda, que arriba fins a Platja d'Aro.
L'Agència Catalana de l'Aigua efectua un control setmanal de la qualitat de l'aigua, durant la temporada de bany, amb el resultat d'excel·lent. La platja ha estat distingida amb el distintiu de Bandera Blava, que reconeix internacionalment la qualitat de l'aigua i serveis. També compta amb les distincions de qualitat; Qualitat EMAS, ISO 14001 i Compromís de Qualitat Turística.